# Eddy Le Huitouze
Eddy Le Huitouze (født 3. april 2003 i Lorient) er en cykelrytter fra Frankrig, der kører for Groupama-FDJ.